# 健康経営銘柄
健康経営銘柄（けんこうけいえいめいがら）とは、経済産業省と東京証券取引所が共同で、健康経営に取り組んでいる上場企業を選定・公表する取り組みである。

## 概要
経済産業省が日本再興戦略に位置づけられた「国民の健康寿命の延伸」に関する取り組みの一環として、東京証券取引所と共同で健康経営に取り組む上場企業より選定・公表することで、ESG投資や長期的な企業価値向上を重視する投資家に紹介することで、企業の健康経営の取り組みを促進することを目指している。健康経営により、従業員の活力向上や生産性向上等をもたらし、結果的に業績や株価の向上が期待される。
評価については、全上場会社に対して健康経営度調査を行い、健康経営に関する経営理念・方針の位置づけ、組織体制の構築、制度と施策の実行、評価と改善の取り組み、法令遵守、等の観点から評価を実施する。1業種につき1社が選定されていたが（選定候補がない業種からは非選定）、2019年から1業種1社を基本としつつ、1業種から複数社選定されている。

## 実績
- 2015年：平成26年度「健康経営銘柄」[3]

22銘柄：アサヒグループホールディングス、東レ、花王、ロート製薬、東燃ゼネラル石油、ブリヂストン、TOTO、神戸製鋼所、コニカミノルタ、川崎重工業、テルモ、アシックス、広島ガス、東京急行電鉄、日本航空、SCSK、丸紅、ローソン、三菱UFJフィナンシャル・グループ、大和証券グループ本社、第一生命保険、リンクアンドモチベーション
- 2016年：「健康経営銘柄2016」[4]

25銘柄：住友林業、ネクスト、アサヒグループホールディングス、ローソン、ワコールホールディングス、花王、塩野義製薬、テルモ、コニカミノルタ、東燃ゼネラル石油、ブリヂストン、TOTO、神戸製鋼所、リンナイ、川崎重工業、IHI、トッパン・フォームズ、伊藤忠商事、リコーリース、大和証券グループ本社、東京海上ホールディングス、フジ住宅、東京急行電鉄、日本航空、SCSK
- 2017年：「健康経営銘柄2017」[5]

24銘柄：大和ハウス工業、ネクスト、ローソン、味の素、ワコールホールディングス、花王、塩野義製薬、テルモ、バンドー化学、TOTO、神戸製鋼所、リンナイ、サトーホールディングス、ブラザー工業、デンソー、トッパン・フォームズ、伊藤忠商事、大和証券グループ本社、東京海上ホールディングス、大京、東京急行電鉄、日本航空、東京ガス、SCSK
- 2018年：「健康経営銘柄2018」[6]

26銘柄：住友林業、ベネフィット・ワン、味の素、ワコールホールディングス、花王、塩野義製薬、テルモ、コニカミノルタ、バンドー化学、TOTO、JFEホールディングス、フジクラ、リンナイ、ダイフク、デンソー、凸版印刷、キヤノンマーケティングジャパン、丸井グループ、みずほフィナンシャルグループ、リコーリース、大和証券グループ本社、東京海上ホールディングス、フジ住宅、東京急行電鉄、ANAホールディングス、SCSK
- 2019年：「健康経営銘柄2019」[7]

35銘柄：日本水産、西松建設、味の素、ワコールホールディングス、大王製紙、花王、塩野義製薬、JXTGホールディングス、バンドー化学、TOTO、古河電気工業、ディスコ、コニカミノルタ、ブラザー工業、オムロン、堀場製作所、キヤノン、デンソー、テルモ、アシックス、東京急行電鉄、ヤフー、KSK、SCSK、キヤノンマーケティングジャパン、丸井グループ、広島銀行、みずほフィナンシャルグループ、大和証券グループ本社、SOMPOホールディングス、MS&ADインシュアランスグループホールディングス、東京海上ホールディングス、リコーリース、フジ住宅、ディー・エヌ・エー
- 2020年：「健康経営銘柄2020」[9]

40銘柄：日本水産、国際石油開発帝石、日本国土開発、アサヒグループホールディングス、味の素、ニチレイ、ワコールホールディングス、ニッポン高度紙工業、花王、第一工業製薬、小野薬品工業、JXTGホールディングス、住友ゴム工業、TOTO、愛知製鋼、住友電気工業、リンナイ、ディスコ、コニカミノルタ、ブラザー工業、オムロン、堀場製作所、キヤノン、デンソー、テルモ、アシックス、東京瓦斯、東急、Zホールディングス、KSK、SCSK、TOKAIホールディングス、丸井グループ、みずほフィナンシャルグループ、大和証券グループ本社、SOMPOホールディングス、東京海上ホールディングス、リコーリース、東急不動産ホールディングス、ディー・エヌ・エー